# Ülo Lumiste

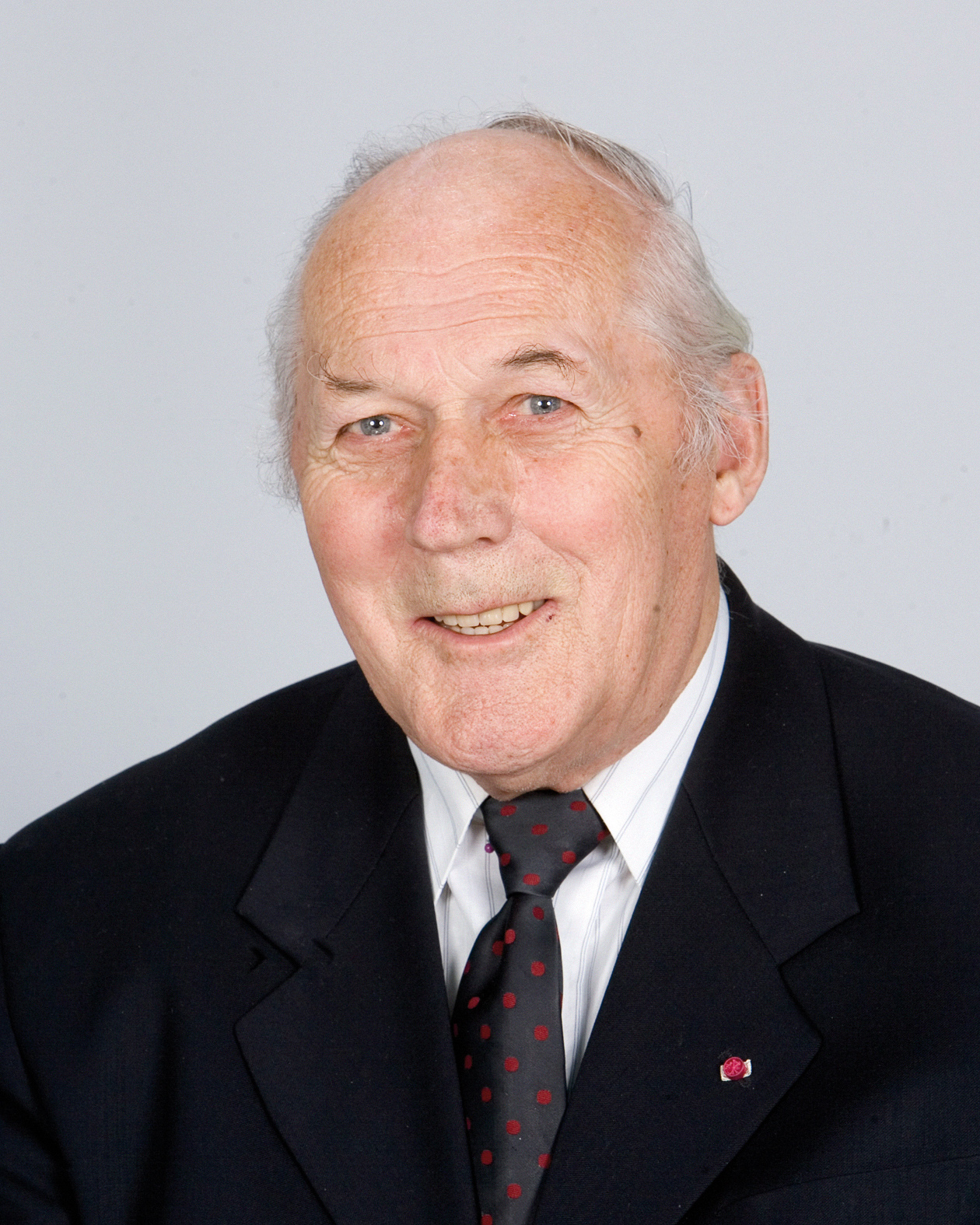
Ülo Lumiste

Ülo Lumiste (Vändra, 30 de junio de 1929 - 20 de noviembre de 2017) fue un matemático estonio.
En 1952 se graduó en matemáticas en la Universidad de Tartu. En 1968 defendió su tesis doctoral en la Universidad de Kazán. Desde 1959 enseñó en la Universidad de Tartu.
Desde 1993 fue miembro de la Academia de Ciencias de Estonia.
Su principal campo de investigación fue la geometría diferencial. En la década de 1960 fundó la escuela de geometría diferencial de Estonia.

## Premios
- 1999 y 2012: Premio Nacional de Investigación de Estonia
- 1999: Orden de la Estrella Blanca, clase III.[2]

## Publicaciones
- Lumiste, Ü. (1964). Geomeetria alused. Tartu Riiklik Ülikool, Tartu, 160 lk.
- Lumiste, Ü. (1964). On models of betweenness. Proc. Acad. Sc. Estonian SSR. Phys. Math. Techn., 3, 200−209 (Russian).
- Lumiste, Ü. (1966). Connections in homogeneous fibre bundles. Mat. Sbornik, 69, 3, 419−454 (Russian; English transl.: Amer. Math. Soc. Transl. 1970, 2, 92, 231−274).
- Lumiste, Ü. (1971). Connection theory in bundle spaces. Itogi Nauki. Algebra. Topologiya. Geometriya. VINITI, Moskva, 123−168 (Russian; English transl.: J. Soviet Math. 1973, 1, 363−390).
- Lumiste, Ü. (1973). Projective conections in the canonical bundles of manifolds of planes. Mat. Sbornik, 91, 2, 211−233 (Russian; complemented English transl.: Math. USSR Sbornik (USA), 1973, 20, 2, 223−248).
- Lumiste, Ü. (1975). Differential geometry of submanifolds. Itogi nauki. Algebra. Topologiya. Geometriya, vol. 13. VINITI, Moskva, 273−340 (Russian; English transl.: J. Sov. Math., 1977, 7, 654−694).
- Evtushik, L., Lumiste, Ü., Ostianu, N., Shirokov, A. (1979). Differential geometric structures on manifolds. Itogi Nauki i Tekhniki. Problemy Geometrii, vol 9. VINITI, Moskva, 5−246 (Russian; English transl.: J. Sov. Math., 1980, 4, 1573−1710).
- Lumiste, Ü. (1982). Connections in associated fibre bundles and gauge models. Colloquia Mathematika Societatis Janos Bolyai, vol. 31. North-Holland Publ. Co., Amsterdam-Oxford-New York, 393−411.
- Lumiste, Ü. (1985). Structures of differential geometry and gauge theories. Itogi Nauki i Tekhniki. Problemy Geometrii, vol 17. VINITI, Moskva, 153−171 (Russian; English transl.: J. Sov. Math., 1987, 37, 1254−1268).
- Abramov, V., Lumiste, Ü. (1986). Superspace with underlying Banach bundle of connections and supersymmetry of the effective action. Izv. Vysh. Uch. Zav. Matem., 1, 3−12 (Russian; English transl.: J. Sov. Math., 1986, 30, 1, 1−13)
- Lumiste, Ü. (1990). Semi-symmetric submanifold as the second order envelope of symmetric submanifolds. Proc. Estonian Acad. Sci. Phys. Math., 39, 1, 1−8.
- Lumiste, Ü. (1991). On submanifolds with parallel higher order fundamental form in Euclidean spaces. Lect. Notes in Math., N 1481. Springer Verlag, Berlin, 126−137.
- Lumiste, Ü. (1995). Symmetric orbits of orthogonal Veronese actions and their second order envelopes. Results of Math., 27, 284−301.
- Lumiste, Ü. (1996). Symmetric orbits of orthogonal Plücker action and triviality of their second order envelopes. Annals of Global Analysis and Geometry, 14, 237−256.
- Lumiste, Ü. (1997). Semiparallel time-like surfaces in Lorenzian space-time forms. Differential Geom. Appl., 7, 59−74.
- Lumiste, Ü. (2000). (Chapter 7) Submanifolds with parallel fundamental form. Handbook on Differential Geometry (eds. F. Dillen, L. Verstraelen). Elsevier Science B. V., Amsterdam, 779−864.
- Lumiste, Ü. (2009). Semiparallel Submanifolds in Space Forms. Springer, New York, 306 pp.
- Lumiste, Ü. (2009). Foundations of Geometry: Based on Betweenness and Flag-Movements. Estonian Math. Soc., Tartu, 100 pp.